# Durchfall
Als Durchfall oder Diarrhoe (auch Diarrhö; von griechisch διάρροια diárrhoia ‚Durchfall‘, ‚Bauchfluss‘, aus διά diá ‚durch‘ und ῥέω rhéō ‚fließen‘; vgl. Ruhr) wird die mehrfache Ausscheidung von zu flüssigem Stuhl bezeichnet. Durchfall kann ein Symptom vieler Erkrankungen (z. B. Infektionen, Nahrungsmittelvergiftungen, Tumoren, Reizdarm, exokrine Pankreasinsuffizienz) sein. Weltweit leiden pro Jahr schätzungsweise rund vier Milliarden Menschen unter Durchfall, 7,5 Millionen Menschen (vor allem Kinder) sterben an den Folgen.
Die normale Frequenz (dreimal am Tag bis dreimal in der Woche) und Konsistenz (kaum geformt bis hart) des Stuhlgangs unterscheiden sich von Mensch zu Mensch. Auch die subjektive Einschätzung, was „normaler“ Stuhlgang sei, unterscheidet sich stark. Als medizinische Definition von Durchfall bei Erwachsenen gilt eine Stuhlmasse von über 200–250 g bei mehr als drei Stuhlgängen pro Tag und hohem Wasseranteil (über 75 Prozent).
Ein akuter Durchfall verläuft meist leicht und heilt ohne weitere Maßnahmen (z. B. Medikamente) ab. Schwerer und länger andauernder Durchfall dagegen kann aufgrund des Wasser-/Elektrolytverlustes gefährlich sein und einer (medikamentösen) Therapie bedürfen.
Von der Diarrhoe abzugrenzen ist die Pseudodiarrhö, z. B. im Rahmen eines Reizdarmsyndroms. Dabei sind zwar Stuhlfrequenz und Wassergehalt gesteigert, das Stuhlgewicht aber nicht krankhaft erhöht. Ebenfalls kein Durchfall im eigentlichen Sinne ist die paradoxe Diarrhö mit eher vermindertem Stuhlgewicht, die Symptom eines Darmkrebses sein kann.

## Einteilung des Durchfalls

### Einteilung nach der Dauer
Nach der Dauer des Durchfalls kann – etwas unscharf – eine akute von einer chronischen Diarrhö unterschieden werden. Die akute Diarrhö dauert maximal zwei bis drei Wochen und hat meist infektiöse oder toxische Ursachen. Länger andauernde Durchfälle werden als chronische Diarrhöen bezeichnet, für die viele Ursachen wie Nahrungsmittelintoleranzen, chronische Darmerkrankungen oder Tumoren in Frage kommen.

### Einteilung nach der Krankheitsentstehung
Durchfall kann weiter nach dem Pathomechanismus, also danach, wie die Krankheit entsteht, unterschieden werden. Die Krankheiten und Mechanismen werden im Detail unter „Ursachen“ erklärt.
| Formen der Diarrhö nach Krankheitsentstehung | Formen der Diarrhö nach Krankheitsentstehung | Formen der Diarrhö nach Krankheitsentstehung                                                    |
| Diarrhö-Form                                 | Pathomechanismus | Mögliche Ursachen (Beispiele)                                                                   |
| -------------------------------------------- | --- | ----------------------------------------------------------------------------------------------- |
| Osmotische Diarrhö                           | Nicht aufgenommene Nahrungsbestandteile, Medikamente oder andere Stoffe ziehen Wasser osmotisch in das Darmlumen | Laktoseintoleranz, Zöliakie, Einnahme von Abführmitteln, übermäßiger Sorbitol-Konsum            |
| Sekretorische Diarrhö                        | Die Darmschleimhaut gibt aktiv Wasser ab oder Elektrolyte, denen Wasser folgt | Nahrungsmittelvergiftungen, chronisch-entzündliche Darmerkrankungen, Einnahme von Abführmitteln |
| Exsudative Diarrhö                           | Durch Entzündungen der Darmschleimhaut werden dem Stuhl Schleim und Blut beigemengt | Invasive Bakterien, Parasiten, Kolonkarzinom, chronisch-entzündliche Darmerkrankungen           |
| Hypermotile Diarrhö                          | Durch eine Steigerung der Darmbewegungen und eine dadurch kürzere Verweildauer des Stuhls im Darm kann nicht genug Flüssigkeit aufgenommen werden.                                                                            | Hyperthyreose, Reizdarmsyndrom, diabetische Polyneuropathie                                     |
| Steatorrhoe (Fettstuhl)                      | Mangel an Verdauungsenzymen (vor allem Lipasen) für eine ausreichende Nährstoffspaltung und Aufnahme oder es sind nicht genug Gallensäuren im Darm, um alle aufgenommenen Fette für eine effektive Fettspaltung zu emulgieren | Exokrine Pankreasinsuffizienz, Gallenblasenentfernung                                           |

## Ursachen
Diarrhö-Formen lassen sich auch sinnvoll nach der Ursache einteilen. Infektionen und Nahrungsmittelunverträglichkeiten führen meist zu akuter Diarrhö, während chronische Darmerkrankungen, Erkrankungen des exokrinen Pankreas und Karzinome Beispiele für die Ursachen einer chronischen Diarrhö sind.

### Infektionen
Der häufigste Auslöser einer Diarrhö sind Bakterien und Viren, die zu einer Gastroenteritis führen. Der weltweit bedeutendste Keim ist der Erreger der Cholera, Vibrio cholerae, an der weltweit rund sechs Millionen Menschen erkranken und über 100.000 sterben. In Deutschland ist die Cholera allerdings extrem selten, hier werden Infektionen häufig verursacht durch Humane Noroviren und Humane Rotaviren oder Salmonellen. Oft werden auch Durchfälle durch verdorbene Lebensmittel verursacht: Auslöser sind hier von Bakterien produzierte Toxine (siehe unten: „Lebensmittelvergiftung“).
In Deutschland besteht eine Meldepflicht für viele Durchfallerreger. Bei 30 bis 50 % aller Reisenden in (sub)tropische Länder kommt es zur Ausbildung einer Reisediarrhö von unterschiedlicher Schwere. Die wichtigste Schutzmaßnahme vor allen Formen infektiöser Diarrhö ist die persönliche Hygiene und der Konsum von nicht belastetem Wasser und Lebensmitteln.
Bei Durchfallerkrankungen, die von Bakterien ausgelöst werden, unterscheidet man drei Mechanismen:
- Erreger vom Sekretionstyp sind beispielsweise Vibrio cholerae oder ETEC (Enterotoxische E. coli, der Haupterreger der Reisediarrhö). Sie wirken auf die Darmschleimhaut ein und veranlassen diese, Elektrolyte und Wasser in den Darm abzugeben.
- Vertreter des Invasionstyps sind zum Beispiel Shigellen, Campylobacter, Clostridioides difficile (antibiotikaassoziierte Kolitis, siehe auch unter Medikamente) oder EIEC/EHEC (enteroinvasive bzw. enterohämorrhagische E. coli). Diese dringen in die Schleimhautzellen des Darms ein, vermehren sich dort und führen zur Zerstörung der Zellen.
- Erreger des Penetrationstyps sind Salmonellen und Yersinien. Diese werden von der Darmschleimhaut aufgenommen und in das daruntergelegene Bindegewebe geschleust, wo sie eine Entzündungsreaktion verursachen. Wie das zu Diarrhö führt, ist noch nicht genau geklärt.[6]

Sehr häufig werden Durchfälle auch von Viren verursacht. Die Hauptvertreter dieser Viren sind Humane Rotaviren und Humane Noroviren. In den (sub)tropischen Ländern spielt auch mehr noch als in den nördlichen Ländern die Darmparasitose eine wichtige Rolle bei den Durchfallerkrankungen.

### Nahrungsmittelunverträglichkeiten
Eine Lebensmittelvergiftung führt zum Durchfall, weil sich in dem verdorbenen Lebensmittel Bakterien vermehren und dabei Giftstoffe, so genannte Enterotoxine, bilden konnten. Vertreter dieser Bakterien sind Staphylococcus aureus, Clostridium perfringens und Bacillus cereus. Die Vermehrung der Bakterien wird begünstigt durch ungenügende Hygiene bei der Zubereitung und zu warme Lagerung. Eigentlicher Auslöser des Durchfalls sind also nicht die Bakterien selbst, sondern die Aufnahme der schon gebildeten Enterotoxine. Da die Enterotoxine beispielsweise von Staphylococcus aureus sehr stabil gegenüber Hitze sind, schützt auch das Kochen bereits verdorbener Speisen nicht.
Häufig anzutreffen ist auch die Laktoseintoleranz. In Deutschland sind ca. 15 % der Bevölkerung betroffen, in asiatischen Volksgruppen über 95 %. Je nach Schwere der Intoleranz kommt es zu Blähungen, Durchfall und Bauchschmerzen. Im Darm kann Milchzucker (Laktose) durch das Enzym Laktase zu den Einfachzuckern Glucose und Galactose gespalten werden. Bei Laktoseintoleranz – die für den überwiegenden Teil der erwachsenen Weltbevölkerung der Normalfall ist – fehlt dieses Enzym ganz oder teilweise, sodass Laktose im Dickdarm von Bakterien gespalten wird. Dabei entstehen die Gase Kohlendioxid und Wasserstoff und kurzkettige Fettsäuren, die osmotisch aktiv sind, also Wasser anziehen, und so Durchfall auslösen. Mit dem Laktose-Atemtest lässt sich diese Ursache relativ einfach abklären.
Eine andere Form der Nahrungsmittelunverträglichkeit sind Nahrungsmittelallergien, z. B. gegen Erdbeeren, Milch, Nüsse, Eiweiß oder Fisch.

### Medikamente
Die Einnahme von Antibiotika kann zu Durchfall führen, da sie nicht nur auf bakterielle Krankheitserreger wirken, sondern auch die Bakterien der physiologischen Darmflora schädigen. Das Spektrum des Antibiotika-assoziierten Durchfalls reicht von nur wenig, aufgeweichtem Stuhl bis hin zur Clostridioides-difficile-assoziierten Diarrhö mit der ernsten Komplikation einer pseudomembranösen Kolitis.
Natürlich kann der Gebrauch und Missbrauch von abführenden Medikamenten, den so genannten Laxanzien, ebenfalls zu Durchfall führen. Insbesondere der Laxanzienmissbrauch mit dem Ziel der Gewichtsreduktion führt zu Elektrolytverlusten, die ihrerseits zu Verstopfung oder im Extremfall zu lebensgefährlichen Herzrhythmusstörungen führen können.
Diarrhö ist auch eine mögliche Nebenwirkung einiger weiterer Medikamente, zum Beispiel Krebsmedikamenten (Zytostatika) und Eisenpräparaten, oder Nahrungsergänzungsmitteln wie zum Beispiel Vitamin C (Ascorbinsäure). Auch der übermäßige Konsum des Zuckeraustauschstoffs Sorbitol (z. B. in Kaugummis) wirkt abführend.

### Malassimilationssyndrome
Die „schlechte Verwertung“ von Nährstoffen wird als „Malassimilation“ bezeichnet. Es wird weiter unterschieden zwischen Krankheiten, bei denen die Nahrung nicht richtig „zerlegt“ wird (Maldigestion), und Krankheiten, bei denen die Aufnahme der aufgespaltenen Nahrungsbestandteile gestört ist (Malabsorption).
Zu einer Maldigestion führen die operative Entfernung des Magens (Gastrektomie), eine unzulänglich arbeitende Bauchspeicheldrüse (exokrine Pankreasinsuffizienz), der Verlust von Gallensäuren oder der Verschluss der Gallenwege. Alle diese Erkrankungen haben gemein, dass die zur Aufspaltung der zugeführten Nahrung notwendigen Verdauungsenzyme nicht im Darm ankommen oder erst gar nicht, bzw. nicht in ausreichender Menge, produziert werden.
Bei einer Malabsorption werden die Nährstoffe von der Darmschleimhaut nicht aufgenommen. Das ist zum Beispiel bei der einheimischen Sprue (Glutenunverträglichkeit), Morbus Whipple, Amyloidose oder nach Entfernung des Dünndarms der Fall.

### Angeborene Ursachen
Bei Neugeborenen mit Durchfall und Enteropathie kann selten auch eine genetische Ursache dahinter stehen. Diese Gruppe von genetisch bedingten Durchfallerkrankungen wird im Englischen als "Congenital diarrhea and enteropathy" (CODE) bezeichnet und setzt sich aus vielen unterschiedlichen Kategorien zusammen, mit einer Vielzahl seltener bis sehr seltener genetischer Ursachen. Gemeinsam sind ihnen schwere Durchfälle ab dem Neugeborenenalter mit Dehydratation und metabolischer Azidose und mit einer hohen Morbidität und Mortalität. Oft ist eine lebenslange Behandlung mit enger Flüssigkeits- und Ernährungskontrolle, teilweise langfristiger parenteraler Ernährung notwendig. Für wenige dieser kongenitalen Syndrome gibt es Ansätze einer spezifischen Therapie.
Die CODE kann in sechs pathophysiologische Gruppen eingeteilt werden, mit einigen aufgeführten Syndromen:
- Störungen der Membranfunktion (des "trafficking"s) und Polaritätsdefekte der Epithelzellen des Verdauungstrakt machen etwa die Hälfte aller Fälle aus, bei denen bei Kindern mit CODE ein Gendefekt festgestellt werden konnte.
  - Intestinale epitheliale Dysplasie oder Congential tufting enteropathy mit schweren wässrigen Durchfällen und einem Gendefekt im EPCAM (das ist ein Epitheliales Zelladhäsionsmolekül) oder seltener im SPINT2 (einem Protease-Inhibitor vom Kunitz-Typ)
  - Syndromale Diarrhoe oder Tricho-hepato-enterisches Syndrom mit Gendefekten im SKIC3- (Typ 1, 40 %) oder SKIC2-Gen (Typ 2, 60 %). Beide Gene sind Teil des Ski-Komplexes, eines Proteinkomplexes zum trafficking von Exosomen.
  - Microvillous inclusion disease mit Atrophie der Mikrovilli an den Epithelzellen und einem Gendefekt des MYO5B, einem Myosin des Typs 5.
  - TTC7A-Defizit mit einem Gendefekt im Gen für das Protein Tetratricopeptide repeat domain 7A, woraus eine schwere Diarrhoe, eine kombinierte Immundefizienz und eine intestinale Atresie resultieren können, zusammen mit Schilddrüsen- und Lungenerkrankungen sowie Alopezie. Für dieses seltene Syndrom wurde Leflunomid in einer Fallserie erfolgreich eingesetzt.
- Störungen der Immunzellregulation im Verdauungstrakt
- Defekte im Membrantransport von Nährstoffen und Elektrolyten
- Störungen der Entwicklung endokriner Zellen im Verdauungstrakt
- Störungen im Stoffwechsel der Nährstoffe in den Zellen des Verdauungstraktes
  - Kongenitale Natrium-Diarrhoe ("congenital sodium ciarrhea") mit einem Gendefekt im SLC9A3 (Sodium–hydrogen antiporter 3), einem Natrium-Wasserstoff-Antiporter in der apikalen Epithelmembran.
  - Gendefekt im DGAT1, das eine Diacylglycerol-O-Acyltransferase codiert, die für den Fettstoffwechsel wichtig ist. Hierdurch kommt es zu einer schweren exsudativen Gastroenteropathie mit Proteinverlust.
- "andere"

### Weitere Ursachen
- Vergiftungen (Intoxikationen) mit beispielsweise Arsen, Quecksilber, Alkohol oder Pilzen
- Chronisch-entzündliche Darmerkrankungen. Bei Morbus Crohn sind die Durchfälle typischerweise ohne Blutbeimengungen, bei Colitis ulcerosa dagegen blutig-schleimig.[7]
- hormonelle (endokrine) Erkrankungen (z. B. Hyperthyreose)
- Allergie (Idiosynkrasie)
- psychische Auslöser (z. B. Stress, Angst)
- Reizdarmsyndrom
- Mastzellaktivierungssyndrom (MCAS)[10][11][12]

## Diagnostik
Zur ärztlichen Basisdiagnostik bei Durchfallerkrankungen gehört eine Anamnese, bei der insbesondere Häufigkeit des Stuhlgangs, Stuhlbeschaffenheit und Schmerzen abgefragt werden sollten. Auslandsaufenthalte und Medikamenteneinnahmen sollten ebenfalls eruiert werden. Bei der grundlegenden körperlichen Untersuchung wird der Bauch abgetastet (Palpation) und abgehört (Auskultation), bei dieser Gelegenheit sollte auch auf Zeichen einer Austrocknung (Exsikkose) geachtet werden. Zusätzlich kann es nötig sein, den Stuhl in Augenschein zu nehmen (Stuhlvisite) sowie eine digital-rektale Untersuchung durchzuführen.
Der Versuch, eventuell vorhandene Krankheitserreger spezifisch nachzuweisen, ist in unkomplizierten Fällen – insbesondere unter Kosten-Nutzen-Gesichtspunkten gesehen – medizinisch nicht nötig. Bei der Identifizierung von Ausbruchsgeschehen und bezüglich der gesetzlichen Meldepflicht ist sie jedoch notwendig.
Weitere Untersuchungsmöglichkeiten sind beispielsweise:
- Laboruntersuchungen des Blutes
- Endoskopie (z. B. Koloskopie)
- Ultraschalluntersuchung des Bauches (Abdomensonografie)
- Laktosetoleranztest
- Untersuchungen von Nahrung, Trinkwasser etc.

## Therapie
Die wichtigste Basistherapie ist der Flüssigkeits- und Elektrolytersatz (d. h. Trinken).
Wenn möglich sollte – wie bei jeder Erkrankung – die Ursache erkannt und behoben werden (kausale Therapie). Eine antibiotische Therapie ist in den meisten Fällen nicht nötig oder sinnvoll.
Eine symptomatische Behandlung kann in manchen Situationen sinnvoll sein.

### Ersatz der Elektrolyte
Die wichtigste Maßnahme – vor allem bei länger andauerndem Durchfall – ist der Ersatz des verloren gegangenen Wassers und der Elektrolyte. Das kann – je nach Schwere des Durchfalls – oral oder parenteral (mittels eines venösen Zugangs) erfolgen. Dazu stehen fertige Elektrolytmischungen zur Verfügung, es kann aber auch auf eine selbst hergestellte orale Rehydratationslösung zurückgegriffen werden. Das ist insbesondere in Entwicklungsländern relevant, da dort Durchfallerkrankungen wie Cholera regelmäßig vorkommen, entsprechende Medikamente aber oft nicht zur Verfügung stehen. Die Weltgesundheitsorganisation (WHO) empfiehlt derzeit folgende Elektrolytmischung pro Liter sauberem (oder abgekochtem) Trinkwasser:
- 2,6 g Natriumchlorid (Kochsalz)
- 13,5 g Glucose (Traubenzucker)
- 2,9 g Natriumcitrat
- 1,5 g Kaliumchlorid

Neben der Zufuhr an Elektrolyten wird durch den zugesetzten Zucker die Aufnahme des Wassers in den Körper erleichtert, da Glukose stets zusammen mit Natrium aus dem Darm aufgenommen wird und dem Natrium dann passiv Wasser nachfolgt.
Falls fertige Rehydratationslösungen nicht zur Verfügung stehen, kann diese Mischung näherungsweise auch selbst hergestellt werden. Dafür werden folgende Zutaten in einem bestimmten Verhältnis in einem Liter (gekochtem und abgekühltem) Trinkwasser (z. B. Mineralwasser ohne Kohlensäure) gelöst:
- ¼ Teelöffel Salz (für Natriumchlorid)
- 2 Esslöffel Zucker oder Honig (für Glukose)
- ¼ Teelöffel Backpulver (für Natriumbikarbonat bzw. Natriumcitrat)
- ½ Tasse Orangensaft oder 1–2 zerdrückte Bananen (für Kalium)

(keine offiziellen Angaben der WHO)
Obwohl dieses Rezept eine halbwegs gute Annäherung an die von der WHO empfohlene Zusammensetzung ist, wird sie aufgrund der potentiellen Risiken (z. B. falsche Zubereitung) nicht für Kinder unter fünf Jahren empfohlen, da diese besonders sensibel auf Elektrolytschwankungen reagieren. Es finden sich zahlreiche Abweichungen dieser selbst hergestellten Lösung im Internet, die jedoch größtenteils auf den veralteten Empfehlungen der WHO basieren.
Die früher gebräuchliche Elektrolyttherapie mit einer Kombination aus Softdrink (z. B. Cola) und Salzgebäck wird hingegen nicht mehr empfohlen. Cola enthält mehr als die achtfache der von der WHO für die Rehydratationslösung empfohlenen Menge Zucker (≥ 110 g/L) und weist somit eine massiv erhöhte osmolare Aktivität auf (bis zu 780 mOsm/L), durch die Wasser gebunden und der Durchfall in aller Regel verstärkt wird. Der dadurch entstandene relative Natriumüberschuss im Blut (Hypernatriämie) sowie der nicht abgedeckte (und durch Cola verstärkte) Mangel an Kalium (Hypokaliämie) belasten das ohnehin schon verschobene Elektrolytgleichgewicht im Körper.

### Loperamid und andere Opiate
Opioide und Opiate kennt man vor allem aus der Behandlung starker Schmerzen. Sie wirken auch verstopfend, was bei der symptomatischen Durchfallbehandlung genutzt wird. Opioide hemmen die Darmbewegungen (Darmmotilität). Als Agonist der Opioidrezeptoren vermitteln sie eine Hemmung der Acetylcholinfreisetzung und haben daher eine obstipierende Wirkung. Medikamente wie das Opioid Loperamid (zum Beispiel Imodium) können dem Patienten Linderung verschaffen, dürfen aber nicht bei schweren bakteriellen Darminfektionen eingesetzt werden, die mit Fieber und blutigem Durchfall einhergehen, da die Elimination der Krankheitserreger und die Ausscheidung von Giftstoffen (Toxinen) unterdrückt wird. Bei Kindern unter zwei Jahren kann Loperamid zudem ins Nervensystem vordringen und dort zu Atemhemmung und Delirium führen, während bei älteren Kindern und Erwachsenen der Übertritt ins Nervensystem durch die Blut-Hirn-Schranke verhindert wird. Aus diesem Grund darf Loperamid bei Kindern unter zwei Jahren nicht zum Einsatz kommen und sollte bei Kindern zwischen zwei und zwölf Jahren nur sehr vorsichtig nach dem Körpergewicht dosiert werden. Grundsätzlich sollte Loperamid nur kurzfristig (max. 48 Stunden) und bevorzugt als überbrückendes Reisemedikament bei schweren Durchfällen angewendet werden, bis man entsprechende ärztliche Versorgung erreicht.
Wenn Durchfälle mit anderen Mitteln nicht erfolgreich behandelt werden können, kann Opiumtinktur verschrieben werden. Seit August 2018 ist Eingestellte Opiumtinktur unter dem Handelsnamen Dropizol (ATC Code A07DA02, Gruppe Motilitätshemmer) als Fertigarzneimittel in Deutschland und weiteren Ländern verfügbar. Es ist zugelassen zur Behandlung schwerer Durchfälle, z. B. bei Diarrhö durch Zytostatika, Bestrahlung oder neuroendokrine Tumoren, wenn durch Anwendung anderer Antidiarrhoika keine ausreichende Wirkung erzielt wurde. Die Anwendung und die Behandlungsergebnisse werden derzeit in einer prospektiven Studie in Deutschland und Österreich untersucht. Die schmerzstillende Wirkung von Opiumtinktur kommt vor allem durch das Morphin zustande, während alle darin enthaltenen Alkaloide im Zusammenspiel den Durchfall lindern. Opiumtinktur greift im Magen-Darm-Trakt vor allem an μ-Opioid-Rezeptoren an, verringert die Darmmotilität, vermindert die Sekretion, verlangsamt die Darmperistaltik, und erhöht den Tonus des Analsphinkters. Die Dosis zur Durchfallbekämpfung ist deutlich kleiner als jene zur Schmerzbekämpfung. Opiumtinktur muss auf einem BtM-Rezept verschrieben werden.

### Antibiotika
Eine antibiotische Therapie ist in den meisten Fällen nicht sinnvoll, ist aber zwingend bei Typhus, Cholera, Giardiasis (Lamblienruhr), Amöbiasis (Entamoeba histolytica), bei Clostridioides difficile, das bei Kindern auftritt, wenn diese älter als ein Jahr sind.
Ebenfalls kann die Therapie mit Antibiotika (z. B. mit Ciprofloxacin, Metronidazol oder Cotrimoxazol) bei Abwehrschwäche (z. B. Aids, fortgeschrittenes Alter) oder besonders schwerem Verlauf angezeigt sein.
Keinesfalls angewendet werden dürfen Antibiotika bei durch EHEC (enterohämorrhagische E. Coli) verursachtem Durchfall, da sie in diesem Fall zu einem lebensgefährlichen Nierenversagen führen können. Gut untersucht ist die Gabe von Antibiotika bei der Reisediarrhö. Eine vorbeugende (prophylaktische) Gabe von Antibiotika sollte auf keinen Fall erfolgen, vor allem, weil sie die Entstehung von resistenten Erregern fördern kann. Bei vorliegender Reisediarrhö kann die Dauer des Durchfalls mit der Einnahme von Antibiotika in einigen Fällen verkürzt werden.

### Phytotherapie
Eine deutsche Multicenterstudie an 131 Arztpraxen konnte zeigen, dass eine Pflanzenkombination mit Myrrhe (plus Kamille und Kaffeekohle) bei Darmerkrankungen mit chronischem und akutem Durchfall wirksam und verträglich ist. Besonders gut linderte die pflanzliche Dreierkombination die Durchfallsymptomatik bei Reizdarmpatienten. Myrrhe senkt den Spannungszustand der glatten Darmmuskulatur, verringert die Stärke der Darmkontraktionen und kann so Darmkrämpfe lindern.

### Enzyme
Eine Substitution mit Verdauungsenzymen in Form von Enzymersatzpräparaten (Rizoenzyme oder Pankreatin) zu den Mahlzeiten ist sinnvoll, wenn eine exokrine Pankreasinsuffizienz Ursache der Durchfälle ist.

## Probiotika
Bei Schäden der Darmflora, zum Beispiel nach vorhergehender antibiotischer Therapie, kann eine probiotische Behandlung helfen, den Stuhlgang wieder zu normalisieren. Untersuchungen zeigen, dass sich die zugeführten Bakterien nur erfolgreich ansiedeln können, wenn eine funktionierende, also dichte Darmbarriere vorliegt. Um den Effekt der Probiotika zu verbessern, ist es daher sinnvoll, gleichzeitig die Darmbarriere zum Beispiel mit einem Myrrhe-Arzneimittel zu stabilisieren. Untersuchungen am Zellmodell zeigen, dass Myrrhe eine gestörte Darmbarriere auf verschiedenen Wegen wieder stabilisieren kann und außerdem das vermehrte Absterben der Darmzellen während einer Entzündung hemmt.

## Synonyme
Umgangssprachlich haben sich viele, auch vulgäre und derbe, Ausdrücke etabliert:
 Darmkatarrh, Dünnpfiff, Durchmarsch, flotter Heinrich/Otto, Scheißeritis, Dünnschiss, Scheißerei, beschleunigte Verdauung, Flitzeritis, Montezumas Rache, Tutzwit (Schweizerdeutsch, von tout de suite).